# درقوس

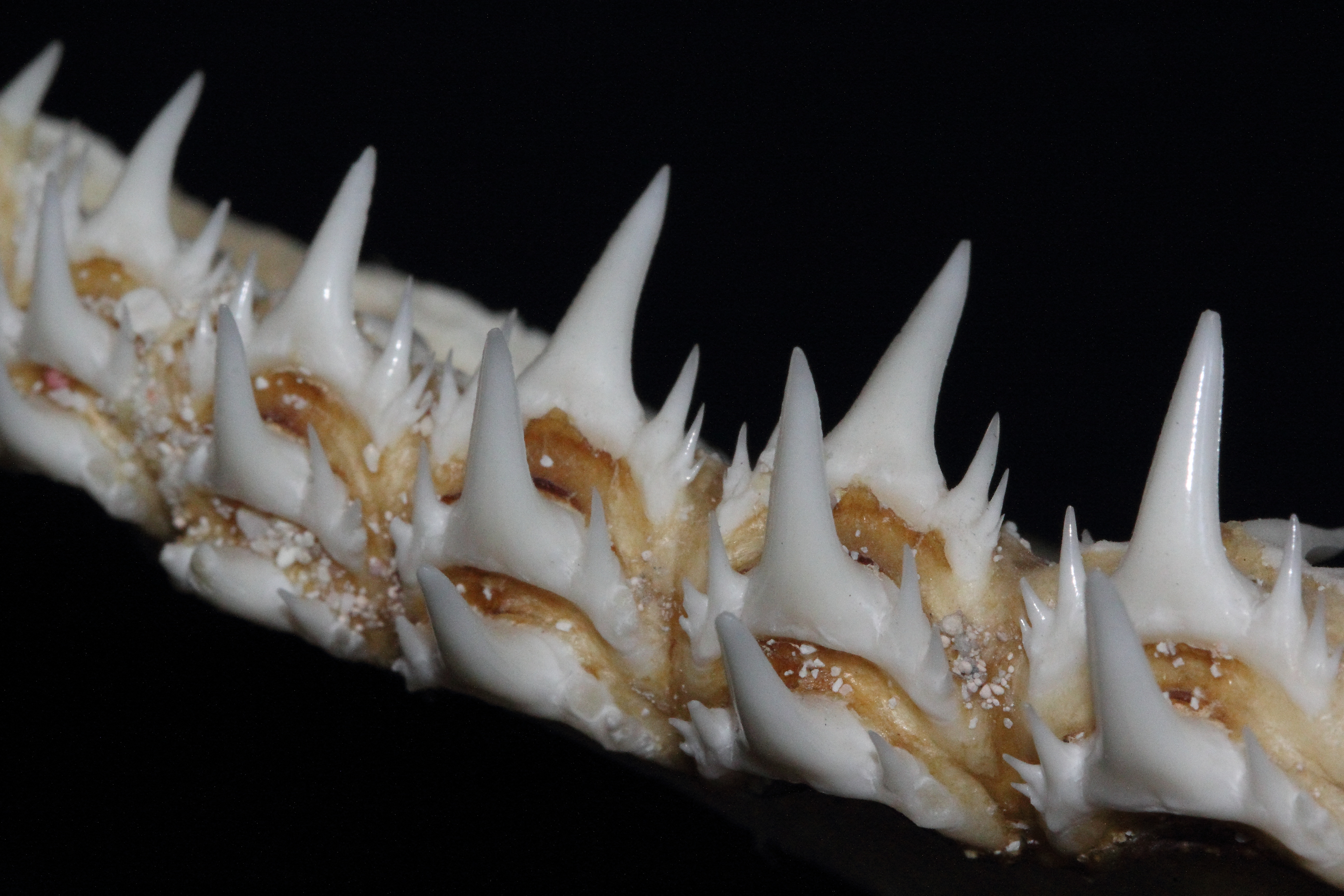

دُرْقُوس هو جنس من فصيلة قرش الرمل يحوي نوعين أحدهما الدرقوس الشكس.